# Francisca Campos
Francisca Linoska Campos Salas (Antofagasta, 19 de julio de 1985)es una ciclista chilena especializada en ciclismo de montaña.

## Carrera deportiva
Representó a Chile en los Juegos Olímpicos de Verano de 2008, donde terminó en el puesto 25 en la clasificación final de la carrera de cross-country femenina. En 2003, obtuvo la medalla de bronce en los Juegos Panamericanos de Santo Domingo, República Dominicana, detrás de la argentina Jimena Florit (oro) y la estadounidense Mary McConneloug (plata).
Campos comenzó su carrera ciclista a la edad de 10 años. Participó en campeonatos nacionales consiguiendo:
- 9 podios en Campeonatos Panamericanos de Mountain Bike.
- 10 veces campeona nacional en Mountain Bike y 4 veces en Ruta.
- 3.º puesto en una Copa del Mundo de Mountain Bike.
- 3.º lugar en el Tour de Francia du VTT
- La ciclista más joven en los Juegos Olímpicos de Beijing 2008.